# Turkcell
Turkcell İletişim Hizmetleri A.Ş., Turkcell (читається - Турксел) — турецький стільниковий оператор телефонного мобільного зв'язку. 
Компанія Turkcell входить до складу холдингу Çukurova Group і є передовим GSM оператором Туреччини. Компанія надає послуги безпровідного телефонного зв’язку на всій території Туреччині і має 100-відсоткове покриття всіх міст. Turkcell бере участь у міжнародних GSM проектах в Азербайджані, Грузії, Казахстані, Молдові, Україні та Північному Кіпрі.

## Історія
Компанія Turkcell Iletisim Hizmetleri AS розпочала роботу в стандарті GSM на ринку мобільного зв'язку Туреччини в 1993. Сьогодні займає лідерські позиції на телекомунікаційному ринку. Станом на 1 січня 2009 р. оператор обслуговував близько 48 млн абонентів у Туреччині (займає близько 60 % ринку), Північному Кіпрі, Білорусі та Україні.
Компанії належать також мобільні активи в Грузії (Geocell), Молдові, Казахстані, Азербайджані. Всього, компанії, в яких бере участь Turkcell, обслуговується понад 60 млн абонентів. Turkcell став першою турецькою компанією, чиї акції були розміщені на Нью-Йоркській фондовій біржі (NYSE) у липні 2000. Крім того, Turkcell котирується на фондовій біржі Стамбула (ISE).
В 2004 році, турецька телекомунікаційна компанія Turkcell, спільно з українським стільниковим оператором DCC створила підприємство DCC-GSM. Turkcell отримав 51 % акцій СП. Turkcell ухвалила рішення про створення СП з DCC в середині грудня 2003 і 2004 виплатила через свою дочірню компанію Turktell $50 млн за 51 % акцій нової компанії. 
У тому ж, 2004 році, компанія «Turkcell» розпочала свою роботу в Україні, відкривши спільно з SCM компанію «Астеліт» (GSM оператора lifecell).
Наприкінці 2023 року, згідно повідомлення турецького видання BloombergHT, турецький оператор Turkcell оголосив, що передає свої активи у трьох українських компаніях lifecell, Global Bilgi та Ukrtower — французькій інвесткомпанії NJJ Capital. Договір між компаніями було підписано 29 грудня. Передача активів ще не завершилася і сторони перебувають у переговорах щодо вартості угоди та її умов. За оцінками BloombergHT, ці активи будуть продані за відповідні суми, в т.ч. lifecell - 12,7 млрд грн ($334 млн).

## Структура власності
Структура власності Turkcell станом на 2015 рік:
| Акціонер                     | Кількість акцій (TRY) | Частка у капіталі |
| Turkcell Holding A.Ş.        | 1,122,000,000.24      | 51.00 %           |
| Sonera Holding B.V.          | 308,531,983.60        | 14.02 %           |
| Çukurova Group               | 995,509.43            | 0.05 %            |
| Решта (торгуються публічно)* | 768,472,506.73        | 34.93 %           |
| Загалом                      | 2,200,000,000.00      | 100.00 %          |

Примітки 1: * Акції Turkcell, що торгуються публічно продаються як на Istanbul Stock Exchange (ISE) так і та New York Stock Exchange (NYSE) (Citibank N.A.-ADR). Загальна кількість акцій, що торгуються публічно - 34.93 %.
Примітка 2: Основними акціонерами Turkcell Holding є Çukurova Telecom Holding A.Ş. (CTH) із 53 % та TeliaSonera із 47 %.
- 49 % Cukurova Telecom Holding (CTH) належить російській компанії LetterOne Holdings S.A. (через Alfa Telecom Turkey Ltd. (ATT Ltd.)), підрозділу російської Alfa Group. Тому, відповідно, Alfa Group загалом належить 13.22 % акцій Turkcell[7].
- 14.02 % акцій Turkcell напряму належать фінсько-шведській компанії TeliaSonera Group, ще 24.02 % акцій Turkcell належать TeliaSonera Group опосередковано через Turkcell Holding A.Ş.. Загалом TeliaSonera Group володіє 38.04 % акцій Turkcell.
- 0.05 % акцій Turkcell напряму належать турецькій компанії Çukurova Group, це 13.75 % акцій належать Çukurova Group опосередковано через володіння 51 % Çukurova Telecom Holding A.Ş. (CTH). Загалом  Çukurova Group володіє 13.8 % акцій Turkcell.

Відповідно, кінцева структура власності Turkcell має такий вигляд:
- 38.04 % - / TeliaSonera Group.
- 13.80 % -  Çukurova Group.
- 13.22 % -  Alfa Group.
- 34.93 % - Map projection-Eckert IV.png  акції, що торгуються публічно.